# Pachyurus erythrokrepis
Pachyurus erythrokrepis är en mångfotingart som beskrevs av Carl Graf Attems 1897. Pachyurus erythrokrepis ingår i släktet Pachyurus och familjen Platyrhacidae. Inga underarter finns listade i Catalogue of Life.